# Todo es ventura
Todo es ventura es una comedia de Juan Ruiz de Alarcón, publicada originalmente en la Parte primera de las comedias de don Iuan Rvyz de Alarcón y Mendoza (Madrid, por Iuan Gonçalez, a costa de Alonso Pérez, 1628).

## Análisis
Todo es ventura pertenece a la etapa en la que Alarcón comienza a experimentar con la comedia de caracteres y es cronológicamente posterior a sus primeras obras. Advierte Castro Leal que aquí comienza Alarcón a crear una mejor estructura dramática, basada en la intriga y en la acción, a fin de delinear las diferencias entre sus personajes.
En Todo es ventura el héroe, y casi todos los personajes, es capaz de adueñarse de su propio destino y cambiarlo, a través de acciones bien pensadas y desafíos al destino y a todas las circunstancias. Se enmarca dentro de la segunda etapa de la obra alarconiana, según Juan Oleza y Teresa Ferrer. Para Castro Leal, esta etapa de su producción comprende la mayor parte de las obras escritas durante su segunda estancia en Madrid, entre 1613 y 1618.